# Ulomyia umbripennis
Ulomyia umbripennis és una espècie d'insecte dípter pertanyent a la família dels psicòdids que es troba a Europa: França i Itàlia.